# 郭卓辛
郭卓辛（1912年—1984年），中国人民解放军将领、中国人民解放军开国少将。
曾任中国人民解放军南京军区炮兵政治部主任。1955年，授予中国人民解放军少将。